# Come Fly with Me (2010)
Come Fly with Me is een Britse komische mockumentary, bedacht door Matt Lucas en David Walliams. De serie ging in première op 25 december 2010 op BBC One. Het is een parodie op de Britse documentaires Airport en Airline. De serie volgt de werkzaamheden op een fictieve luchthaven en drie fictieve luchtvaartmaatschappijen: FlyLo (een goedkope luchtvaartmaatschappij), Our Lady Air (een Ierse goedkope luchtvaartmaatschappij) en Great British Air (een grote internationale Britse luchtvaartmaatschappij). Het personeel en de passagiers worden gevolgd. De meeste van hen zijn gespeeld door Lucas en Walliams.

## Productie
In juni 2010 werd bekendgemaakt dat Little Britain-sterren Matt Lucas en David Walliams werden herenigd in een nieuwe comedy-reeks op een vliegveld, een parodie van de Britse documentaires Airport en Airline. De opnames voor het eerste seizoen begonnen in augustus 2010. De eerste opnames werden twee weken lang gemaakt op Robin Hood Airport Doncaster Sheffield. Hierna werd er nog drie weken lang gefilmd op de Luchthaven Londen Stansted. Ook werden er nog diverse opnames gemaakt in de Pinewood Studios. Op 28 januari 2011 werd bekend dat er een tweede reeks komt van Come Fly with Me.
Sinds 20 augustus 2011 is er een Nederlandse versie van de serie, genaamd Zie Ze Vliegen.

## Seizoenen
| Seizoen | Afleveringen | Originele uitzenddata | Originele uitzenddata |
| Seizoen | Afleveringen | Seizoenspremière      | Seizoensfinale        |
| ------- | ------------ | --------------------- | --------------------- |
| 1       | 6            | 25 december 2010      | 27 januari 2011       |